# Calliphora philippiana
Calliphora philippiana este o specie de muște din genul Calliphora, familia Calliphoridae. A fost descrisă pentru prima dată de Camillo Rondani în anul 1863. Conform Catalogue of Life specia Calliphora philippiana nu are subspecii cunoscute.